# 怀国模
怀国模（1932年12月15日—2020年6月27日），浙江嘉兴人，中国国防工业人物，中国人民解放军中将。国防科工委原副主任。 

## 生平
1932年出生于浙江嘉兴。1937年七七事变后，日本全面侵华一家人转辗于浙江丽水、碧湖等地，后从温州经海路到达上海。先后就读于上海致远小学、浙光中学、嘉兴中学以及上海市徐汇中学。
1952年毕业于上海的交通大学化学工程系。1953年4月加入中国共产党。后先历任鞍山钢铁公司技术员、经理秘书，冶金工业部钢铁局秘书，南京永利宁化工厂、华东化工设计院技术员。
1958年10月，调至第二机械工业部，从事军工生产工作，历任技术员、工程师，国务院国防工业办公室参谋，军委国防工办副处长。1978年以后，历任国务院国防工业办公室生产局副局长，国防科工委综合计划部副部长、部长等职。1988年至1997年，任国防科工委副主任。
1992年2月24日至27日，率团参加德国多特蒙德国际军转民会议。
1992年受聘为中国科学院学部主席团顾问。
曾任中国人民政治协商会议第九届全国委员会委员、中国软科学研究会副理事长、中国军事科学学会副会长、中国和平利用军工技术协会副会长及名誉会长（理事长）。
2020年6月27日，因病医治无效在北京逝世，享年88岁。

## 军衔[3]
- 少将（1988年9月）
- 中将（1993年7月）

## 荣誉
- 全国卓越质量管理领导者（1999年，中国质量管理协会）[9]
- 中国技术市场建设功勋奖（2001年）[10]